# Asilus xanthocerus
Asilus xanthocerus är en tvåvingeart som beskrevs av Samuel Wendell Williston  1901. Asilus xanthocerus ingår i släktet Asilus och familjen rovflugor. Inga underarter finns listade i Catalogue of Life.